# Двойной Диппер
«Двойной Диппер» (англ. Double Dipper) — 7 серия 1 сезона американского мультсериала «Гравити Фолз».

## Сюжет
Стэн готовится к праздничному вечеру, дети балуются, и это его раздражает. Диппера и Мэйбл просят сделать флаеры. Близнецы идут копировать к только что починенному копиру Стэна. Случайно скопировав руку Диппера, они узнают, что им можно копировать даже людей.
Стэн даёт всем задания — Зус будет диджеем, Венди и Мэйбл будут продавать билеты. Мэйбл недовольна, ведь в таком случае она не успеет завести новых друзей. Диппер не упускает шанс провести время с девушкой, которая ему нравится, и вызывается заменить Мэйбл.
Сначала все идёт по плану. Мэйбл знакомится с Грендой и Кэнди. Потом приходит самая популярная девочка — Пасифика Нортвест. Мэйбл собирается посоревноваться с ней в битве за корону. Диппер продаёт билеты с Венди. Потом она видит, что вечеринка набирает обороты, и отпрашивается. Диппер остаётся один, улизнуть он не может, так как Стэн за ним следит. Тогда Диппер придумывает план — сделать копию самого себя на аппарате Стэна. Итак, второй Диппер садится на кассу, а первый, настоящий, пытается провести время с Венди. Но ему мешает Робби; Диппер сразу начинает его ненавидеть.
Диппер делает третьего Диппера, чтобы он отвлёк Робби. А потом и четвёртого, чтобы он помог третьему. Но бумага с четвёртым застревает в аппарате, и получается Замятыш. Тогда Диппер делает нового четвёртого. В это время Мэйбл и Пасифика соревнуются в пении, а потом и в других состязаниях. Третий и четвёртый Дипперы угоняют велосипед Робби, тот бежит за ними. Диппер остаётся наедине с Венди. В это время диджей Зус ставит медленную музыку. Самое время пригласить Венди на танец, но Диппер слишком боится, и вместо этого начинает делать все новые и новые копии. Все они начинают разрабатывать план по завоеванию сердца Венди. Они вместе создают идеальный момент для приглашения девушки на танец.
К несчастью, Венди на время покидает зал, где все танцуют. Диппер пытается завязать с ней разговор, но все время говорит какие-то глупости. В том числе он упоминает своё родимое пятно. Венди уговаривает Диппера показать его. Оказывается, что у него есть родинка на лбу в форме созвездия Большой Медведицы. Венди поражена. Она удаляется в туалет, и тогда появляются копии Диппера и начинают предъявлять настоящему Дипперу претензии, что он действует не по плану. В итоге Диппера запирают в кладовой.
Когда настоящий Диппер или «Диппер-классик» изолирован, остальные начинают спорить, кто же будет танцевать с Венди. Чуть позже настоящему Дипперу удаётся сбежать. Начинается драка. Потом Дипперы замечают, что Венди весело проводит время с Робби, и сдаются. В это время начинается голосование за то, кто получит корону, Мэйбл или Пасифика. В нечестном голосовании побеждает Пасифика. Но Мэйбл все равно веселится с новыми подружками, Грендой и Кэнди. Позже Диппер выбрасывает листок с планом, возвращается на вечеринку и приглашает-таки Венди на танец.

## Вещание
В день премьеры этот эпизод посмотрели 4,18 миллионов человек.

## Отзывы критиков
Обозреватель развлекательного веб-сайта The A.V. Club Аласдер Уилкинс поставил эпизоду оценку «A-», так как «реальность постоянно мешает идеальному выполнению плана Диппера, поэтому он использует недавно открытый ксерокс для создания клонов самого себя». Уилкинск пишет: «Подтекст этой идеи вызывает ужас, поскольку говорит о характере Диппера — по сути, он хочет все контролировать, и клоны позволяют ему это делать». Игра Джейсона Риттера, озвучивающего Диппера и его клонов, действительно передаёт «любовно-нарциссическую подоплёку отношений Диппера и Тайрона», и критику очень понравилась его «легко убеждаемая, слегка невменяемая речь», когда клоны вдруг соглашаются с каким-то не совсем разумным мнением. Уилкинс отмечает, что «анимация и звуки, издаваемые Диппером при еде, также объединяются для лучшего момента в эпизоде, когда он сердито помогает себе перекусить после того, как клоны заманивают его в ловушку в шкафу». У критика есть вопросы к тому, что попытка Мэйбл перещеголять Пасифику Нортвест вообще не содержит никаких паранормальных элементов, что делает этот эпизод вторым подряд (после «Диппер против мужественности»), где только Диппер действительно напрямую взаимодействует с магической стороной Гравити Фолз.